# Эль-Парраль (муниципалитет Чьяпаса)
Эль-Парраль (исп. El Parral) — муниципалитет в Мексике, штат Чьяпас, с административным центром в одноимённом посёлке. Численность населения, по данным переписи 2020 года, составила 15 587 человек.

## Общие сведения
Площадь муниципалитета равна 369,9 км², что составляет 0,5 % от площади штата, а наиболее высоко расположенное поселение Нуэва-Херусален, находится на высоте 1322 метра.
Он граничит с другими муниципалитетами Чьяпаса: на севере с Чьяпа-де-Корсо, на востоке с Венустиано-Каррансой, на юге с Ла-Конкордией и Вилья-Корсо, на западе с Вильяфлоресом.

## Учреждение и состав
14 ноября 2011 года конгресс штата утвердил создание муниципалитета, отделив часть территории от муниципалитета Вилья-Корсо, по данным 2020 года в его состав входит 84 населённых пункта, самые крупные из которых:
| 122                        | Всего                                                                                 | 15587 |
| 0001                       | Эль-Парраль (исп. El Parral) 16°21′58″ с. ш. 93°00′24″ з. д. (административный центр) | 11949 |
| 0048                       | Херико (исп. Jericó (Porvenir)) 16°17′18″ с. ш. 92°57′57″ з. д.                       | 2491  |
| 0035                       | Эль-Ретиро (исп. El Retiro) 16°16′24″ с. ш. 93°01′47″ з. д.                           | 303   |
| 0046                       | Гуадалупе (исп. Guadalupe) 16°16′56″ с. ш. 93°03′02″ з. д.                            | 142   |
| 0067                       | Ла-Либертад (исп. La Libertad) 16°15′28″ с. ш. 92°53′14″ з. д.                        | 61    |
| —                          | Прочие                                                                                | 641   |
| Названия на карте Генштаба |                                                                                       |       |

## Инфраструктура
По статистическим данным 2020 года, инфраструктура развита следующим образом:
- электрификация: 98,2 %;
- водоснабжение: 28,4 %;
- водоотведение: 96,9 %.